# Half-Life (série)
Half-Life (estilizado como HλLF-LIFE, meia-vida, em tradução livre) é uma série de jogos de tiro em primeira pessoa, que dividem uma história alternativa de ficção científica. Todos os jogos na série utilizam, ou o motor de jogo Gold Src, ou Source, são lineares, narrativos e de um jogador. O personagem principal da série é Gordon Freeman, um empregado da corporação Black Mesa Research Facility.
Um episódio final, Half-Life 2: Episode Three, foi originalmente agendado para ser anunciado no período de Natal em 2007, mas atualmente é considerado um vaporware (software anunciado porém nunca lançado).
Um novo jogo da série, baseado em realidade virtual, Half-Life: Alyx, foi anunciado em 21 de novembro de 2019 e lançado em 23 de março de 2020.
Uma série de jogos em primeira pessoa, baseados em puzzles, passados no mesmo universo ficcional dos jogos Half-Life, foram lançados, como Portal em 2007, seguido de sua sequência, Portal 2, em 2011.

## História

### O Império Combine invade outros mundos (Anos antes do 1º Jogo)
O Império Combine invade e obtém controle total sobre vários mundos, aos quais algumas espécies escapam para a dimensão de Xen, por exemplo os Vortiléticos, transformando todos os habitantes de outros mundos em escravos. Como o Combine mantém controle sobre tantos mundos ainda é um mistério mas na Terra, o Combine mantém o controle usando uma Campo de Supressão que impede a formação de certas proteínas para imepdir a gravidez
O Combine escolhem então um líder da espécie dominante, para atuar como falso líder do mundo, para encorajar outros membros da espécie a se conformarem com as pretensões do Combine. Embora não esteja sobre controle Combine,  no caso de Xen, esse líder é Nihilanth (esse sendo membro de outra espécie que foi asem ser os Vortiléticos). É interessante notar que, ao contrário de Breen(que vai se encaixar na história logo adiante) e a espécie humana no geral, a espécie do Nihilante  foi massacrada pelo Combine; talvez Nihilanth fosse o líder de sua raça, antes dos Combines invadirem seu planeta natal, tendo que convencê-lo a efetuar os planos dos Combines. Após isso, os Combine criam, fundindo a tecnologia de de vários mundos dominados com sua própria tecnologia, criando um exército de ciborgues. Talvez se preparando para isso o Nihilante, criou um exército clone para defender Xen, caso o Combine invada Xen.
Os Combines descobrem o portal da Black Mesa (um laboratório secreto do governo) na Terra, no Novo México, Estados Unidos. São contatos pelo Dr. Wallace Breen (como ele fez isso, não se sabe até o momento), o administrador de Black Mesa, prometendo a eles a submissão da raça humana. O Combine  aceitam as condições de Breen a deixar que a Terra se torne membro de uma "União Universal", convencendo-se que esta seria uma grande chance para a humanidade evoluir rapidamente.

### O incidente de Black Mesa(1998)
Jogos: Half-Life, Half-Life: Blue Shift, Half-Life: Opposing Force, Half-Life: Decay
Na Terra, Gordon está estudando para seu doutorado no MIT. Em Black Mesa, experimentos da mais alta tecnologia estão sendo feitos. Sobre a supervisão dos pesquisadores Dr. Eli Vance e Dr. Isaac Kleiner, cristais retirados de Xen e organismos estão sendo analisados.
Durante um experimento com cristais de Xen no Setor C (Anomalous Materials Sector, em tradução livre Setor de Materiais Anômalos). Um homem desconhecido, apelidado de G-Man, dá uma doação de um cristal de Xen, sendo "o mais puro de todos", e sugere que seja examinado imediatamente. Esse cristal chama a atenção do administrador Wallace Breen, que faz as ordens na qual G-Man disse, chamando Dr. Isaac Kleiner, Dr. Eli Vance e todos do Setor C.
No dia do experimento, Kleiner e os diretores do experimento usam muita energia do lugar, ainda mais que uma certa pessoa se atrasou 30 minutos do trabalho.
Quando começam a analisar o cristal, ele se rompe e acontece algo que muitos não esperavam e não queriam que acontecesse: a Cascata de Ressonância (ou Resonance Cascade, se preferir), que abre portais de Xen por toda Black Mesa.
Enquanto o caos acontecia, um grupo especial do exército estadunidense, denominado HECU (Hazardous Environment Combat Unit) é enviado para Black Mesa, com o objetivo de conter a ameaça alienígena; e também matar todos os humanos sobreviventes, a fim de abafar todo o caso.
Um homem com uma armadura HEV torna-se de grande interesse do G-Man durante o incidente. Gordon Freeman, um cientista novato, que mostrou ter habilidades excepcionais ao enfrentar as forças de Xen, as tropas HECU e os assassinos Black Ops enviados para armar uma bomba nuclear. G-Man passa a observar constantemente os movimentos de Gordon.
Gordon aos poucos se torna o alvo principal dos HECU, frustrando diversas tentativas dos soldados de capturá-lo. Porém, após diversas tentativas, dois soldados o capturam; e o deixam num compactador de lixo. Gordon escapa e consegue chegar ao Complexo Lambda, um dos principais setores de Black Mesa.
Gordon é avisado por um guarda de Black Mesa (a mando de cientistas) que terá de lançar um foguete para colocar um satélite em órbita, que acabará com o portal interdimensional entre Xen e Black Mesa. Gordon faz isso, porém nada adianta, já que o super portal estava sendo mantido aberto por uma entidade de Xen (O Nihilante). Além disso, o satélite tinha sido sabotado para auxiliar a invasão dos Combines na Terra (conforme veremos adiante).
Como a força do exército de Xen era enorme comparada aos HECU, estes são obrigados a recuar; e deixam o Contingente de Operações Secretas (Black Ops) encarregado de terminar o serviço, instalando uma bomba nuclear que poderia pulverizar todo o centro de pesquisas em poucos segundos, acabando com tudo de uma só vez.
Graças à ajuda de um cientista, Gordon é teleportado para a fonte de todos os problemas: a Xen. Ele é orientado a destruir a entidade que mantinha os portais abertos; esta entidade é Nihilanth. 
Nihilanth constantemente conversa com Gordon através de mensagens telepáticas, revelando que o seu povo foi escravizado e morto pelo Combine, sendo ele o último sobrevivente, Gordon para impedir o fluxo de soldados de Xen, mata o Nihilante.
Black Mesa é destruída por uma explosão nuclear (como podemos ver em Opposing Force). Enquanto isso, os Combine demonstraram interesse na Terra e já tinham o que eles precisavam para chegar até lá: um portal estável e um satélite (lançado anteriormente por Gordon) para manter ativa a tempestade de portais.
Extremamente impressionado com o trabalho de Gordon, G-man vai a seu encontro e propõe um "tentador" acordo. Gordon poderia trabalhar para G-man, ou teria de enfrentar um exército de Xen inteiro. Apesar de no primeiro jogo da série haver estes dois finais possíveis, os demais jogos partem do pré-suposto de que Gordon escolheu a primeira opção.
Assim, G-man congela Freeman no tempo (Outra teoria é a de que simplesmente o tempo que ele permaneceu em Xen, na Terra equivaleu a 20 anos, como assim diz a lei da relatividade em relação a viagens na velocidade da luz; porém, a primeira é mais aceita e acaba fazendo mais sentido ao longo da série).

### A tempestade de portais (2002)
Os acontecimentos em Black Mesa causam grandes mudanças no mundo. Headcrabs, formigas-leões, bullsquids e outros animais xenianos são teleportados para a Terra, contribuindo para o caos emergente. Paralelamente, os Vortiléticos restantes se junto aos humanos, a fim de escapar do controle do Combine.
Enquanto extraterrestres hostis passam a habitar o planeta, a população busca refúgio nas cidades, com a proteção dos soldados, cercas de segurança, etc. Surge então um sentimento de segurança entre as pessoas.
Enquanto isso, os Combine se preparam para invadir a Terra, seguros de que o portal está no lugar certo e pronto para ser utilizado. Agora que os Xenianos fugiram para a Terra, os Combine se esquecem de Xen e querem escravizar tanto os Xenianos quanto os seres humanos de uma só vez, na Terra.

### Os Combines invadem a Terra (2004)
Usando o portal que conectava Xen à Terra, os Combines iniciam um ataque a todo o território terrestre, teleportando tropas, Dropships (naves que transportam soldados), Gunships (naves parecidas com helicópteros) e Striders (andadores gigantes de três patas longas). Na Terra, eles pretendiam usar a mesma técnica utilizada nos Xenianos, construindo um super exército com a combinação do DNA das espécies dominantes do planeta (os humanos) com tecnologia Combine.
Após apenas sete horas de combates, os Combines vencem os humanos numa guerra que foi chamada de "Guerra das 7 Horas". Breen então rende formalmente o planeta Terra. Breen, mesmo sendo humano, ajuda os Combine, planejando tomar o controle de parte dos Combines na Terra ao fazer isso. Sendo um líder da espécie (como no caso de Nihilanth em Xen), isso ajuda a escravização dos humanos; e os humanos, vendo um humano teoricamente no poder, aceitam com mais facilidade as mudanças ocorridas no mundo.
Wallace Breen é então eleito o administrador da Terra, como foi prometido em Black Mesa pelos Combine. Ele explica ao povo terrestre que os invasores estão aqui para o bem e para imortalizar a humanidade. Mesmo ele vendo os corpos dos irmãos humanos, ele ainda acredita que a perda de vidas é inevitável nesse período de transição, enquanto a Terra entra para a União Universal.
O mundo é então dividido em diversas cidades, cada uma nominada com um número. Cidade 1, Cidade 2, Cidade 3, e assim sucessivamente. A Cidade 17 é escolhida para ser a central de operações dos Combine na Terra. Lá, é fabricado todo o material bélico usado pelo exército, assim como o treinamento de novos soldados e pesquisas com humanos.
Os humanos e os Combine continuam sob a ameaça dos Xenianos. Os Vortigaunts se aliam então com as forças rebeldes humanas, que esperam uma vingança contra os Combine.
A maior parte das populações dos centros existentes na Terra são destruídas. Muitas pessoas fogem para dentro dos países, se espalhando para evitar a captura pelos Combine. Surgem assim grupos rebeldes, que tiveram que instalar bases dentro de áreas inseguras dos países, onde a vida selvagem de Xen se espalhou e se fixou. Breen, encantado com o poder dos Combine, vê o crescente grupo de rebeldes como o começo de um grande problema.
Resumo: Ataque Combine lançado, os Combines chegam, A Guerra das 7 Horas começa, A Guerra das 7 Horas termina. Breen vira administrador da Terra, centros populacionais são destruídos, Citadels são construídas, Soldados Overwatch são criados, Cidades são renomeadas, Combines obtém total controle.

### O nascimento do CombineOverwatch(2004)
Wallace Breen faz sua residência no topo da Citadel da Cidade 17. Breen tenta mostrar à humanidade que, apesar de tudo o que aconteceu, a tecnologia terrestre continua avançando a largos passos; e que tudo está sendo feito em nome do progresso; e para que tudo saia bem, basta seguir as instruções dele. Ele o faz controlando a mídia. Imensas televisões são erguidas nos centros das cidades. Jornais, televisão e outros meios de comunicação são censurados e o conteúdo é controlado.
A mensagem de Breen é simples: Que a humanidade não deve, em nenhuma ocasião, entrar em conflito no período de transição dos seres humanos com a tecnologia Combine. Ele acredita que para se integrar à União Universal, os humanos vão ter que se sacrificar ("Os fins justificam os meios"). Ele acredita que a união com os Combine trará muito progresso para a humanidade; e tenta converter a população para o seu ponto de vista, algumas vezes à força. Após a Tempestade de portais, os humanos estão em meio a tanta desordem, que muitos se submetem a algo assim.
A tarefa de Breen é eliminar qualquer resistência para com os Combine. Usando scanners controlados (robôs voadores que tiram fotos e registram tudo que ocorre); e usando forças de "proteção civil", Breen captura e converte quase todas as resistências em stalkers; e escraviza os menos rebeldes.
Os Overwatch asseguram continuar a proteção dos centros das cidades contra os Aliens de fora (Xenianos); e esses humanos com medo continuam a viver dentro das cidades que dão uma suposta segurança às suas famílias e a eles próprios. O reinado brutal dos Overwatch começa.
Adicionalmente, os Overwatch ainda estão escravizando os Vortigaunts rebeldes, com algum sucesso.
O último objetivo dos Combine é converter todos os humanos em stalkers; e todos os Vortigaunts em escravos (Em Half Life 1, Gordon os havia libertado). Os humanos mais importantes foram enviadas para Nova Prospekt, onde foram armazenados, estudados e experimentados, pois os Combine queriam ter mais informação sobre a humanidade, para dominar por completo a raça humana.
Os chefes do Império Combine (que supostamente são representados pelos Combine Advisors) ordenam algumas medidas de transição, sobre e acima do poder de Breen. Antes de tudo, os Overwatch criaram os Suppressions Fields, que deixavam os humanos das áreas dominadas estéreis (os detalhes ainda não são completamente concretos). Eles fazem isso para controlar a natalidade humana. Grande parte da água dos oceanos é removida. Eles também introduzem elementos químicos dentro do suprimento de água, que fazem as pessoas gradualmente perderem a memória; e assim, possam ser mais facilmente manipuladas por Breen e pelos Combine.

### Nasce a rebelião (2010)
Jogos: Half-Life 2, Half-Life 2: Episode One.
G-Man traz de volta Gordon; e iniciar a rebelião dos humanos é o seu objetivo.
Gordon acorda dentro de um trem que está chegando na Cidade 17 (City 17). E sua chegada parece ter sido premeditada, pois de uma forma ou de outra, as pessoas ajudaram-no para que fosse ao encontro dos cérebros da resistência: Dr. Kleiner, Eli Vance e Judith Mossman (cientistas); Barney (ex-segurança de Black Mesa que ajudou Gordon em algumas ocasiões); Alyx Vance (filha de Eli); e D0g.
Gordon é então descoberto por Breen; e este faz de tudo para capturá-lo, tornando esta tarefa prioritária para os Combine Overwatch.
Mesmo sem saber, Gordon iniciaria uma campanha que causaria grandes abalos à hegemonia do império Combine na Terra. Entre os rebeldes, Gordon se torna uma lenda; e nele veem a esperança de liberdade.
Começa então uma guerra entre os Rebeldes e o Exército Combine na Cidade 17. Os Rebeldes recebem o reforço dos Vortigaunts, lutando junto a eles contra os Combines.
Paralelamente, Eli Vance é capturado em Black Mesa East; e enviado à Nova Prospekt. Alyx e Gordon partem para ajudá-lo. A responsável pela sua captura seria a própria Judith Mossman, que seria supostamente uma agente dupla aliada ao Dr. Breen.
No fim de Half Life 2, Gordon, Alyx e Eli acabam capturados e levados à presença de Dr. Wallace Breen. Motivada pela injustiça e arrependida pelo que fez, Judith se volta contra Breen e liberta Gordon, Alyx e Eli. Breen consegue escapar.
Para impedir que Wallace fugisse para outra dimensão, Gordon e Alyx teriam que sobrecarregar o reator principal da Citadel; e assim o fizeram.
Ao sobrecarregar o reator principal, uma enorme explosão destrói a Citadel (o que mataria Gordon e Alyx), mas neste momento, G-man vai novamente ao encontro de Gordon e o "salva" da morte. O que realmente acontece é que G-man supostamente mandaria Gordon para outro "emprego", mas é impedido pelos Vortigaunts (No começo de Episode One), que também salvam Alyx.

### A queda do CombineOverwatch(2010)
A destruição do reator principal pode ser considerada um grande golpe. É nessa fase que se inicia instabilidade do Império Combine na Terra.
Quando G-man está prestes a congelar Gordon novamente, os Vortigaunts intervém, impedindo que ele se aproximasse de Gordon.
Com isso, supõe-se que os Vortigaunts tinham interesse que Gordon continuasse inserido na guerra contra os Combines (diferente da vontade de G-man).
Com a Citadel extremamente avariada e prestes a dinamitar a Cidade 17 inteira numa explosão nuclear, Gordon e Alyx estabilizam o núcleo do reator gerador de energia, atrasando o processo de destruição, ganhando tempo para que eles pudessem ajudar os rebeldes sobreviventes a escaparem da cidade.
Gordon, Alyx, Barney e os rebeldes sobreviventes fogem de trem para White Forest, a nova base da resistência humana.

## Jogos da série
| 1998 | Half-Life                 |
| 1999 | Half-Life: Opposing Force |
| 2000 |                           |
| 2001 | Half-Life: Blue Shift     |
| 2001 | Half-Life: Decay          |
| 2002 |                           |
| 2003 |                           |
| 2004 | Half-Life 2               |
| 2004 | Half-Life 2: Deathmatch   |
| 2005 | Half-Life 2: Lost Coast   |
| 2006 | Half-Life 2: Episode One  |
| 2007 | Half-Life 2: Episode Two  |
| 2008 |                           |
| 2009 |                           |
| 2010 |                           |
| 2011 |                           |
| 2012 |                           |
| 2013 |                           |
| 2014 |                           |
| 2015 |                           |
| 2016 |                           |
| 2017 |                           |
| 2018 |                           |
| 2019 |                           |
| 2020 | Half-Life: Alyx           |

### EraHalf-Life1

#### Half-Life
Half-Life é o primeiro jogo da série e mostra a história de Gordon Freeman após ele e sua equipe terem acidentalmente aberto um portal dimensional que permite alienígenas se transportarem para Black Mesa. Ele foi lançado em 19 de Novembro de 1998.

#### Half-Life: Day One
Half-Life: Day One é a Demonstração (Demo) oficial de Half-Life
A demonstração conta com as mesmas fases do original Half-Life, mas só até a "We've Got Hostiles".

#### Half-Life: Uplink
Half-Life: Uplink é uma pequena demonstração (Demo) de Half-Life, mostrando uma pequena fase durante o desenvolvimento de Half-Life. Nesta fase o objetivo é enviar um sinal para permitir o acesso ao complexo Lambda. Uplink foi lançado em 19 de Fevereiro de 1999.

#### Opposing Force
Half-Life: Opposing Force foi a primeira expansão lançada para Half-Life. No jogo, Adrian Shephard, um dos homens do exército, tem que lutar por sua sobrevivência após atravessar por diversos problemas em Black Mesa desde a sua chegada. Opposing Force foi lançado em 31 de Outubro de 1999.
Com o sucesso de Half-Life (1998), a Valve decide lançar 'Opposing Force' (1999), a primeira expansão do jogo. Na época, o pacote vinha o próprio jogo, junto com o Team Fortress, um dos jogos multiplayer mais populares pelos fãs. O mais surpreendente é que o jogo passa na mesma época que 'Half-Life'. Sim, surpreendente e inédito, pois nenhuma empresa tinha criado um jogo de 1ª pessoa e depois feito uma expansão sendo na mesma época do primeiro jogo.
Você vive a experiência de ser um Fuzileiro Naval dos EUA, trabalhando pro Governo. Sua missão é chegar até Black Mesa e aniquilar as provas do acidente, porém, Adrian nunca teve essa intenção, a história tomou um rumo diferente por sua causa. Quando o helicóptero chega até Black Mesa, os Xenianos o-atacam ocorrendo a queda do helicóptero dele e mais 2 do exército americano, fazendo com que Adrian tenha que lutar para sobreviver.

#### Blue Shift
Half-Life: Blue Shift é a segunda expansão de Half-Life. Desta vez como Barney Calhoun, um guarda de segurança tentando escapar da invasão alienígena que tomou Black Mesa.
Foi lançado em 12 de Junho de 2001.
Com a popularidade dos 2 jogos anteriores, 'Blue Shift' foi o que finalizou a primeira geração de 'Half-Life' (1998-2001) Esse é o único jogo que não tem a característica Multiplayer.
No jogo, você assume a pele de Barney Calhoun, que trabalha na área de segurança de Black Mesa. O curioso é que durante o jogo, Barney passa por diversos locais onde Gordon passou durante o 1º jogo, mesmo acontecendo no mesmo período de tempo.

#### Decay
Half-Life: Decay é a terceira e final expansão para Half-Life, somente para PlayStation 2 e portadores de Half-Life. O jogo inicia-se com as colegas de Gordon Freeman, Dra. Gina Cross e Dra. Colette Green. Diferente dos lançamentos anteriores, Decay deve ser jogado em co-op mode. Foi lançado em 29 de Outubro de 2001, como parte de Half-Life para PlayStation 2, e foi portado para PC em 2008 por fans.

### EraHalf-Life2

#### Half-Life 2
Half-Life 2 é a sequência de Half-Life e a responsável pela introdução da engine Source. O jogo foi lançado em 16 de Novembro de 2004.
Anos se passaram e a Valve Software surpreende o mundo com a sequência da história de Gordon Freeman: Half-Life 2. Trazendo gráficos em versão Source Engine, aclamado pela crítica, foi incluído no pacote Orange Box que ganhou mais de 100 prêmios pelo mundo: 50 de 'melhor jogo do ano' e mais 50 de outros prêmios (melhores gráficos; melhor jogabilidade, etc).
Depois de Freeman ter aniquilado Nihilanth localizado planeta Xen no final de Half-Life (1998), G-Man fica surpreso e oferece uma proposta: Ou trabalha para o misterioso personagem, ou a morte. Obviamente, Gordon escolhe a primeira opção. G-Man prende Gordon no espaço/tempo durante cerca de 20 anos. Anos se passaram, e Gordon não envelheceu. Ele acorda em um trem a caminho de City 17. Surpreso, descobre que o antigo administrador do complexo de pesquisas Black Mesa, é atualmente o governador e representante dos humanos perante os Combine, raça alienígena responsável pela escravidão e controle dos habitantes da Terra.

#### Half-Life: Source
É uma melhoria do Half-Life original com a engine Source lançada em 1 de Junho de 2004.

#### Half-Life 2: Lost Coast
Half-Life 2: Lost Coast foi planejado pela Valve para ser um capítulo de Half-Life 2, mas acabou não indo ao jogo oficial e foi lançado como uma demo em 27 de Outubro de 2005. Em Half-Life 2: Lost Coast, os jogadores podem sentir na pele as novidades da Source Engine tais como efeitos HDR, e uma série de melhorias que foram implementadas nos jogos seguintes.

#### Half-Life 2: Episode One
Depois de muita espera, devido aos atrasos da continuação de Half-Life 2, finalmente Episode One foi lançado em 1 de Junho de 2006. Desde seu início, os produtores tiveram dúvidas enquanto ao personagem principal do jogo. Eles optaram por Dog e até Alyx Vance, mais no fim, continuou sendo Gordon Freeman. O jogo não é uma expansão, e sim um jogo separado independente.
Gordon e Alyx estão nos fundos de Citadel tentando sair de lá, sem saber ao certo como sobreviveram, os dois recebem uma mensagem do Dr. Eli Vance e o Dr. Isaac Kleiner dizendo que o reator da Citadel entrou em colapso e explodirá em algumas horas e que a única chance de Alyx e Gordon de sobreviverem seria entrar de novo na Citadel, ir até a sala do reator e achar alguma forma de atrasar a fusão do núcleo. Depois que eles saírem, precisam chegar até a superfície da cidade, pegar um atalho pelo Hospital e chegar até a estação de trem de City 17, para pegar o trem e fugir com os cidadãos/rebeldes antes que a Citadel exploda.

#### Half-Life 2: Episode Two
É a segunda parte de uma trilogia de expansões para o jogo de tiro em primeira pessoa da Valve software para PC, lançada em 10 de Outubro de 2007.
De volta às arriscadas investidas de Gordon e Alyx para salvar o mundo, o jogo começa aonde Episode One encerrou, em um trem em direção a White Forest, aonde se localiza a base da resistência humana. Após a explosão do reator do portal dos Combine, o planeta enfrenta a devastação de tempestades dos portais e a City 17 está destruída e inabitável. Agora Alyx tem em mãos um disco com várias informações retiradas a base de City 17, entre elas está o código de acesso aos portais do Combine, uma chance única de conte-los, iniciando uma viagem frenética até a base rebelde no White Forest, onde Dr. Magnusson (aparece pela primeira vez no jogo) e Dr. Kleiner estão preparando um foguete que levará o satélite até o espaço, para fechar de vez os portais. Mas os Combines tentam impedi-los.
Porém existe um outro inimigo chamado Hunter, uma nova geração de robôs que coopera com os Combines (mas muito mais com os Striders). Nosso primeiro encontro com o Hunter é em uma pequena vila, ao Gordon abrir o portão, Alyx é atacada e Gordon fica preso pelos destroços da casa que caiu. Alyx desmaia e Gordon também. Ao Gordon acordar, vê que Alyx esta desmaiada e um Antlion ameaça a ataca-la mas, um Vortigaunt (aliados dos humanos) impede e os resgata.
Gordon e Alyx chegam finalmente à base humana em White Forest, encontrando-se com Eli, Kleiner e Magnusson. A base é invadida e cabe a Gordon defender. Graças aos dispositivos Magnusson, Gordon repele os ataques de Striders e o lançamento do foguete é feito com sucesso.

### Half-Life: Alyx
Em 21 de novembro de 2019, a Valve revelou um novo jogo de realidade virtual, Half-Life: Alyx, com lançamento estimado para março de 2020. O jogo ocorre entre os eventos de Half-Life e Half-Life 2 e é focado em Alyx Vance e seu pai Eli e em como eles estabelecem a resistência contra o Combine em City 17. A Valve afirmou que construiu o motor do jogo para suporte a VR em torno da mistura de ação, puzzle e abordagem narrativa da série Half-Life. Enquanto o jogo inclui armas comuns dos jogos Half-Life, o jogador usará luvas de gravidade que funcionam de maneira semelhante à arma de gravidade em termos de manipulação física. Mais detalhes do jogo foram revelados na Game Awards em dezembro de 2019.

## Personagens

### Gordon Freeman
Em Half-Life: Protagonista do jogo, tem 27 anos de idade, trabalhava em Black Mesa, uma instalação secreta dos Estados Unidos, onde uma experiência com portais deu errado. Com a catástrofe, diversos seres vindos de uma dimensão chamada de 'Xen' (os Xenianos) invadiram a instalação secreta. Freeman desbrava-se pela instalação secreta tentando encontrar uma saída, em seu caminho lhe avisam que ele precisa acabar com o problema lançando um foguete que fecharia o portal interdimensional do lado terrestre, porém logo depois que ele lança o mesmo percebeu-se que isso não resolveu o problema e esse portal estava aberto em Xen e assim precisa ir a outro laboratório das instalações secretas (o Complexo Lambda) onde descobre que, para acabar com esse problema, terá que se teletransportar para Xen e matar Nihilanth, o comandante de Xen. Logo depois de Gordon derrotar Nihilanth, G-Man (o misterioso engravatado) faz uma proposta a Gordon: ou ele trabalha para G-Man, ou ele morre. Obviamente, Gordon aceita a primeira opção, assim G-Man o paralisa no espaço/tempo.
Em Half-Life 2: Depois de aproximadamente 20 anos paralisado por G-Man no espaço/tempo, ele acorda em um trem na estação de City 17. Ao entrar em uma cela de detenção, encontra logo Barney Calhoun, que o ajuda a escapar da prisão e encontrar Alyx Vance e Dr. Kleiner. Sua missão para o jogo é ajudar a Resistência a derrotar o Império dos Combines na Terra.
Em Half-Life 2: Episode One: Gordon acorda em Citadel (totalmente destruída), encontra Alyx e Dog (robô criado por Eli Vance para defender Alyx quando era criança), e os dois recebem uma mensagem dos doutores Eli e Isaac, dizendo que o reator de Citatel entrou em colapso e explodirá em algumas horas. Como único meio de sobrevivência, deveriam voltar à Citadel, ir na sala do reator, e achar alguma forma de atrasar a fusão do núcleo. Feito isso, terá de escapar da cidade, e ajudar a evacuar todos os sobreviventes.
Em Half-Life 2: Episode Two: Gordon juntamente com Alyx deve chegar em White Forest (uma espécie de base militar de lançamento de mísseis balísticos intercontinentais soviética abandonada) que a Resistência converteu em uma base central e por lá ajudar Dr. Isaac Kleiner e o Dr. Arne Magnusson a lançarem um foguete que irá fechar um super portal que foi aberto com a explosão da Citadel.

### Barney Calhoun
Em Half-Life: Blue Shift: Outro personagem de extrema importância para a história do jogo, trabalhava como segurança na ex-Black Mesa, em Novo México, EUA. Quando ele estava em um elevador, a mesma explosão afetou ele e mais 2 cientistas de dentro do elevador, causando a morte deles, e Barney foi o único sobrevivente. É um dos 4 protagonistas que conseguem sobreviver no final de Half-Life Blue Shift
Em Half-Life 2, logo no começo do jogo, ajuda Gordon a fugir da prisão na City 17, pois está trabalhando infiltrado como membro da Civil Protection dos Combines. Ele tem uma relação ruim com Lamarr, uma headcrab domesticada que pertence á Isaac Kleiner (Dr. Kleiner), pois Barney classifica headcrabs como pestes.

### Adrian Shephard
Um fuzileiro naval que trabalha para o governo dos EUA. Enquanto estava em seu helicóptero para uma certa missão, Mantas Xenianas (Manta Rays) atacam três helicópteros do governo, causando um terrível acidente. Adrian sobrevive ao acidente, porém acaba tendo que lutar por si mesmo para garantir sua sobrevivência. O jogador toma controle de Shepard na expansão Half-Life: Opposing Force em que faz a sua única aparição. Até agora não se sabe se Adrian Shephard vai participar de outros títulos da VALVe como o Half-Life 3.

### G-Man
Certamente ninguém sabe, exceto os criadores, sua verdadeira função na série, nem mesmo o significado do seu nome. Não se pode falar com ele, nem atirar nele (aliás nem o afeta). Há boatos dizendo que 'G-Man' é o próprio Gordon Freeman do futuro… Afinal, 'G' pode significar Gordon, e 'Man', Freeman. Outro boato bastante mencionado na internet cita que G-Man trabalha pro governo, pois 'G' - Government ou seja: Government Man só que um dos governantes das dimensões, já que em uma parte do Half-Life 2 Episode Two ele é visto numa sala falando sobre algo que ia contra as normas dos seus superiores entao vê-se que ele é um dos controladores dos portais interdimensionais. Pode-se concluir que seu nome é G-Man pelo modo multi-player onde você pode escolhe-lo para jogar online. Ou seja, não se sabe ao certo quem é o G-Man, mas jogadores aguardam ansiosos o próximo Half Life e as aparições e segredos do G-Man
Em Half Life 2: G-Man é um dos mais misteriosos personagens do jogo. Em várias partes do jogo é possível vê-lo te observando.
Em Episode One: G-Man é selado por Vortigaunts então não se vê ele no jogo.

### Alyx Vance
Em Half Life 2 e seus episódios: Alyx é filha de Eli Vance, é vista pela primeira vez no começo do Half-Life 2 quando ajuda Gordon a se livrar de uma confusão com policiais da Proteção Civil (A Civil Protection é uma organização composta por humanos que defendem os interesses dos Combines). Ela é a "Side-Kick" de Gordon: o ajuda muito nos combates e abre portas bloqueadas com equipamentos dos Combines. Alyx não aparece em Half Life 1. Sua arma é uma Full Auto 9mm Pistol ou "Alyx Gun".
Ainda em Half-Life 2 Ela o ensina a controlar a Zero-Point Energy Field Manipulator ou Gravity Gun.

### Eli Vance
Em Half Life 1: Ele é visto antes e depois do acidente na seção superior do último elevador que leva até a câmara de testes do Espectrômetro Anti-Massa no Setor C. Logo depois do acidente ao reecontrar Gordon ele abre uma porta, abrindo caminho para Gordon, e diz-lhe para chegar à superfície e pedir auxílio.
Em Half Life 2: Ele é pai de Alyx e um dos únicos sobreviventes do desastre do laboratório de Black Mesa.
Em Episode One: Faz uma pequena aparição no começo do jogo, mostrando estar em segurança.
Em Episode Two: Espera a chegada de Gordon e Alyx à White Forest. É atacado e morto por um Combine Advisor.

### Dr. Judith Mossman
Em Half Life 2: Mossman aparece em Black Mesa East (não tem nada a ver com Black Mesa, é apenas uma base da Resistência) ajudando Eli Vance. Depois é revelado que ela é uma agente dupla que ajuda o Dr. Breen (o vilão do jogo) no começo, mas no fim volta a ajudar Gordon e os outros membros da Resistência.

### Dr. Wallace Breen
Em Half Life 2: O doutor Breen é o velho admistrador de Gordon Freeman e vilão do jogo por ser o administrador de Citadel, dos Combines e do Portal dos Combines na Terra, além disso era "representante dos humanos".

### Dr. Isaac Kleiner
Em Half Life 1: Dr. Kleiner era um antigo professor de Gordon Freeman. Kleiner o ensinava sobre tecnologia avançada, mas agora é um cientista ajudando todos os cidadãos de City 17, aliado de Eli Vance, Alyx, e Gordon. Pode-se considerar que Kleiner não foi visto em Half-Life 2. Dr. Kleiner tem um Headcrab domesticado como bicho de estimação chamado Lamarr, do qual Barney Calhoun não gosta por sempre pular em sua cabeça.

### Father Grigori
Em Half-Life 2: Grigori é o último habitante da cidade de Ravenholm, já que esta foi infestada de Headcrabs pelos Combine, tornando a maioria dos outros residentes que tentaram ficar por lá em zombies. Era um padre antes do ataque, e construiu várias armadilhas pela vila. Ele enfrenta os zombies com gritos insanos e uma chuva de balas, sem qualquer medo. Grigori ajuda Gordon em Ravenholm, dando-lhe direções, conselhos, e uma espingarda, chegando até a lutar ao seu lado por algum tempo (atravessando o cemitério). Grigori leva Freeman até às minas (a atividade primária de Ravenholm antes da infestação era mineira), que conduzem para fora da vila. Enquanto o jogador desce para as minas, o corajoso padre é visto pela última vez matando os zombies que o rodeiam e entrando numa espécie de túmulo onde ele desaparece depois de um tempo.

### Dog
Dog (DØg ou dØg) é um robô construído por Dr. Eli Vance para presentear e proteger sua filha, Alyx (mais de duas décadas antes dos acontecimentos de Half-Life 2, quando ela ainda era jovem). No começo, Dog era um simples cachorrinho robô de quatro patas, mas a medida em que Alyx foi crescendo ela foi adicionando mais partes ao Dog que atualmente mede mais de 3 metros de altura.

### Personagens secretos

#### Lamarr
Em Half Life 2: É a única headcrab domesticada no mundo. Seu dono é o Dr. Isaac Kleiner. Lamarr definitivamente não gosta de Barney. Ela sempre foge para tubos de ventilação como todos os Headcrabs. Em Half Life 2:Episode Two ela é vista dentro do foguete que foi lançado para fechar o super portal que foi formado com o colapso da Citadel.

#### Combine advisor
Em Half Life 2: O Combine Advisor é um dos personagens menos mostrados. É possível que esta seja a forma verdadeira dos Combine (sendo as outras espécies híbridos de raças escravizadas e a tecnologia Combine). São vistos a falar com Breen, num monitor, enquanto este foge, e ficam cara a cara com o jogador no Episode 2. Estão equipados com tecnologia Combine, tais como braços mecânicos. Podem levitar e imobilizar outros seres e objetos através de seus poderes de telecinese, e usam uma "língua-tentáculo" para matar.

## Mods e jogos relacionados
Modifications, mais conhecidos como mods, são jogos feitos a partir de alterações de outros jogos. Há vários mods dos jogos da série Half-Life, sendo Counter-Strike o mais famoso deles.

### Team Fortress 1 e 2
Team Fortress 1 foi lançado em 1996, 2 anos antes do que o próprio Half-Life (1998). Ele é uma modificação (mod) de muito sucesso para o jogo Quake I que depois foi atualizada para a versão QuakeWorld (versão do Quake com código de rede ou netcode melhorada).
Apenas em 1997 a Team Fortress Software foi fundada e em 1998 foi comprada pela Valve. Desde a venda, e antes mesmo de ser comprada pela Valve, os autores originais prometiam a continuação do Team Fortress. Junto com a Valve, a TFS começou o desenvolvimento e o resultado foi uma continuação conhecida como Team Fortress Classic (TFC) para o Half-Life.
Team Fortress 2 foi lançado recentemente, incluso no pacote Orange Box (2007) e atualmente está de graça para download na plataforma Steam. A produtora aprofundou mais na parte de estratégia neste jogo, mais claro, sem perder a 'energia' de um First Person Shooter.

### Counter-Strike
Counter-Strike(popularmente conhecido como CS) é um dos mais populares jogos multiplayer da internet. É um mod do Half-Life, que foi lançado pela primeira vez na sua versão 1.0 em 1999. Com seu grande sucesso, foram sendo lançadas várias atualizações, entre as principais e finais: o Counter-Strike 1.5 e 1.6.
Em 23 de março de 2004, foram publicados pela Sierra Entertainment e a Valve(digital) o Counter-Strike: Condition Zero e o Counter-Strike: Condition Zero Deleted Scenes, que trouxeram várias novidades como as campanhas em modo single player. Em 21 de Novembro de 2004 a Valve decidiu lançar um novo CS: o Counter-Strike Source, trazendo novos gráficos e nova jogabilidade através da Engine Source.
Counter-Strike é um jogo simples e objetivo, cujo nos mapas você escolhe para jogar entre 2 times: os Terroristas(TRs) ou os Contra-Terroristas (CTs). Cada mapa tem um objetivo, pode ser desde salvar reféns (mapas cs_), até instalar bombas em determinados locais para explodir (mapas de_). Além dos mapas de defuse (de_) e de resgate de reféns (cs_), existem mapas como os do modo deathmatch (dm_) e do modo GunGame (gg_) que são suportados oficialmente no CS GO, além desses ainda existem vários mapas de outros modos de jogo desenvolvidos pela comunidade (ex: surf_; deathrun_; ze_; zm_; bhop_; catch_; etc.)
Em 21 de Agosto de 2012 a Valve lançou o Counter-Strike Global Offensive que foi um sucesso elevando mais ainda a cena competitiva da série de jogos Counter-Strike. Através de várias atualizações em 2013-2014 foi introduzido um sistema de skins de armas, adesivos e kits de músicas através do Mercado da Comunidade da Steam. Segundo as estatísticas da Steam o CS GO atualmente é o segundo jogo mais jogado pela comunidade.

### Portal
Lançado mundialmente em outubro de 2007, Portal foi um dos jogos que surpreendeu grande parte dos jogadores, por ter sido feito propositadamente curto e simples pela Valve que acreditava que o jogo não faria sucesso. Entretanto, Portal, que pertence ao mesmo universo que Half-Life, se tornou um jogo premiado, aclamado pelo público e uma franquia de muito sucesso. Ele está incluso no pacote de 5 jogos, o Orange Box, que está em média R$ 37,99 no Brasil. O pacote também tem incluso: Half-Life 2, Half-Life 2: Episode One, Half-Life 2: Episode Two e Team Fortress 2.
No jogo, o jogador é Chell, uma mulher que é uma espécie de sujeito de testes numa corporação científica, chamada Aperture Science (A Aperture Science é a empresa de ciência e tecnologia rival da Black Mesa, referências à Black Mesa são feitas em Portal, assim como referências à Aperture são feitas em Half-Life 2), sendo orientada por GLaDOS, uma inteligência artificial que controla o complexo de laboratórios da Aperture. A personagem recebe uma arma capaz de criar portais (atalho espaciais, como buracos de minhoca) nas paredes e que pode manipular objetos leves, de forma parecida com uma das armas de Half Life 2 (Gravity Gun). GLaDOS promete um bolo ao fim do teste, mas na verdade tenta matar Chell num poço de fogo (tal seria a origem do meme "The cake is a lie"). Chell então escapa, e faz seu caminho pelas instalações desertas do laboratório, enquanto GLaDOS tenta persuadir o jogador ao voltar à área de teste, ou não receberia seu bolo.
No final de Half Life 2: Episode Two, em uma sala de controle, o pai de Alyx Vance, Dr. Freeman e Alyx Vance assistem um vídeo, que relata a existência do "Borealis", um navio encalhado em um local desconhecido no Ártico, criado pela Aperture Science, que segundo eles contém uma tecnologia que poderia mudar totalmente o curso da guerra do Half-Life. Muitos acreditam que tal assunto, ou tal tecnologia, serão o foco principal de uma possível sequência, Half-Life 3. Portal usa a tecnologia de gráficos Source, usada também em Half-Life 2, Episode One, Two e Counter-Strike: Source.
Portal possui uma expansão não-oficial chamada Portal: Prelude, que também utiliza a tecnologia Source, que é uma prequela do primeiro jogo, mostrando a Aperture sob uma ótica até então nova (como um laboratório funcionando, cheio de cientistas circulando).
Portal fez tamanho sucesso, que em 2011 fora lançada sua sequência, Portal 2.

### Sven Co-op
Sven Co-op (geralmente abreviado como SC) é uma modificação multiplayer para o jogo de tiro em primeira pessoa para computador Half-Life. Ela ainda está em desenvolvimento ativo e se encontra, atualmente, como sendo oferecida de graça na Steam como jogo standalone incluindo a campanha do Half-Life.
Sven Co-op é um jogo cooperativo, no qual os jogadores devem trabalhar juntos contra inimigos controlados AI (NPCs) e resolver enigmas como uma equipe.
O jogo foi inicialmente criado e lançado por Daniel »Sven Viking 'Fearon como um pequeno mod único jogador com dois mapas e o jogo configurado para permitir NPCs no jogo (CVAR por uma mudança, que lhes permitem existir no modo de jogo multiplayer). Sven Co-op foi liberada em 19 de janeiro de 1999 - antes Valve's Team Fortress Classic - e, portanto, é o mod de Half-Life mais antigo na existência que ainda está em desenvolvimento.

### Black Mesa
Criado em 2009, pela Crowbar Collective, inicialmente um estúdio de desenvolvedores composto por fans, Black Mesa é um Remake do original clássico Half-Life de 1998, Seguindo a narrativa de forma quase exata quanto ao original e adição de novos inimigos, mecânicas e fases consideravelmente mais longas. O Mod foi desenvolvido na mesma engine de Half-life 2, e inicialmente era gratuito, até ser aprovado pela própria Valve e adicionado como um novo jogo pago na plataforma Steam e então considerado um remake oficial. Black Mesa também possui um modo Multiplayer retrabalhado. 